# Gampern
Gampern là một đô thị thuộc huyện Vöcklabruck thuộc bang Oberösterreich, Áo. Đô thị Gampern có diện tích 26 km², dân số thời điểm năm 2006 là 2560 người.